# Guyana
Guyana (IPA: [ɡaɪˈɑːnə]) vagy hivatalos nevén Guyanai Szövetkezeti Köztársaság (angol: Co‑operative Republic of Guyana) Dél-Amerika északi részén fekvő ország. A Magyarországnál több mint kétszer nagyobb, nagyrészt ma is erdő borította, egykor Brit Guyana néven ismert gyarmat 1966-ban nyerte el függetlenségét.
A brit uralom öröksége tükröződik az ország politikai közigazgatásában és sokszínű lakosságában, amely főleg indiai és nyugat-afrikai eredetű leszármazott, de amerikai őslakos, kínai, portugál és egyéb európai csoportok is megtalálhatók itt. 2017-ben a lakosságának 41%-a élt a szegénységi küszöb alatt. Az ország gazdasága ugyanakkor jelentős átalakuláson és fejlődésen megy keresztül a kőolajmezők 2015-ös felfedezése és a kereskedelmi fúrások 2019-es megkezdése óta. 2025-ben az egy főre jutó GDP (PPP) értéke már a legmagasabb Amerikában és az egyik legmagasabb a világon, de a Világbank 2023-as adatai szerint továbbra is jelentős szegénység van jelen.
Guyana egyike lett azon kevés gazdaságoknak, amelyek a 2020-ban kitört COVID-19 világjárvány ellenére is kiemelkedő GDP-növekedést mutattak fel, és a 2020-as évek elején a világ leggyorsabban növekvő gazdasága lett. A hatalmas kőolajtartalékoknak köszönhetően az ország 2030-ra a Föld egyik legnagyobb, egy főre eső kőolajtermelőjévé válhat. A szomszédos Venezuela ugyanakkor igényt tart a guyanai Esequiba régióra, amely az ország kétharmadát teszi ki. A venezuelai kormánytisztviselők nyilatkozatai arra utalnak, hogy a nála jóval nagyobb és népesebb Venezuela próbálja annektálni a kőolajban és más nyersanyagokban gazdag, vitatott területet Guyanától.
Guyana az egyetlen dél-amerikai ország, ahol az angol a hivatalos nyelv. A lakosság többsége azonban a guyanai kreol nyelvet, egy angol alapú kreol nyelvet beszéli első nyelvként. Az ország az angol nyelvű Karib-térség része, és erős kulturális, történelmi és politikai kapcsolatokat ápol más karibi országokkal, valamint a Karib-tengeri Közösség (CARICOM) központjaként szolgál. 2008-ban az ország alapító tagként csatlakozott a Dél-Amerikai Nemzetek Uniójához.

## Etimológia
Az ország indián eredetű nevének jelentése: a sok víz országa.

## Történelme
Aravak  indiánok éltek a területen, akik növénytermesztéssel foglalkoztak.
Az ország első telepesei a Kolumbusz nyomán felfedező utakra indult spanyolok voltak a 15-16. század fordulóján, de a kedvezőtlen klíma, a mocsaras part és az őserdők miatt nem hoztak létre településeket. 1620-ban a területet a hollandok szerezték meg. A 17. századtól ültetvényeket hoztak itt létre, cukornádat, kávét és dohányt termesztettek.
1803-ban Anglia foglalta el.  
Az 1814-es angol-holland egyezmény értelmében három holland gyarmat Nagy-Britannia birtokába került, és ezek 1831-ben Brit Guyana néven egyesültek.
A rabszolgatartás 1834-es betiltása után a korábbi rabszolgák közül sokan városba települtek. A cukornádültetvények megművelésére szerződéses munkásokat hoztak a mai Portugáliából (1834), Németországból (először 1835-ben), Írországból (1836), Skóciából (1837), Máltáról (1839), Kínából és Indiából (1838-tól kezdve). Ma az indiai származásúak alkotják Guyana legnagyobb etnikai csoportját, őket követik az afrikaiak.
Venezuela 1824-es függetlenedése óta igényt tart az Essequibo-folyótól nyugatra fekvő területekre. Simón Bolívar olyan leveleket írt a brit kormánynak, melyekben figyelmeztette, hogy brit telepesek Berbice és Demerara területén olyan helyeken telepedtek le, melyeket Venezuela sajátjának tekint. Egy nemzetközi bíróság 1899-ben az Egyesült királyságnak ítélte ezeket a területeket.

### 20. század

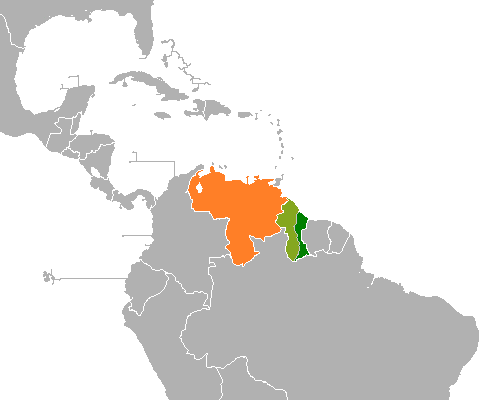
Venezuela narancssárga színnel,
a világoszöld az Esequiba régió,
a sötétzöld Guyana Esequiba nélkül

Guyana 1966. május 26-án vált ki az Egyesült Királyságból, és innentől számít független államnak, mely 1970. február 23. óta köztársaság, ennek ellenére továbbra is tagja a Nemzetközösségnek.
Venezuela nem sokkal Guyana függetlenné válása után diplomáciai, gazdasági és katonai lépéseket kezdett ellene, hogy érvényesítse Guyana Esequiba régiójával szembeni területi igényét.  Ebben az időben az USA külügyminisztériuma, a CIA és a brit kormány is nagy hatást gyakorolt a politikai ellenőrzés kialakítására. 
Titkos pénzügyi és nyílt politikai támogatásban részesítették az afrikai származású guyanaiak nyugatbarát szárnyát, különösen a Forbes Burnham által vezetett Nép Nemzeti Kongresszusát (PNC), hogy az visszaszorítsa Cheddi Jagan vezette Népi Haladó Pártot (PPP), melynek szavazói leginkább az indiai eredetű lakosok.
1978-ban közel ezer ember halt meg a jonestowni, Peoples Temple (Népek Temploma) szekta tömeges öngyilkosságában, amelyet Jim Jones vezetett.

### 21. század
2015 és 2021 között hatalmas kőolajmezőket fedeztek fel, főleg az Esequiba régió partjai előtt. A felfedezést követően Venezuela, amely a szankciók miatt nem tudja saját kitermelt kőolaját értékesíteni, rögvest bejelentette igényét a területre.
2023 decemberében a szomszédos Venezuelában népszavazást tartottak a Guayana Esequiba régió annektálásáról (mint új szövetségi állam létrehozásáról a térségben), amely teljes egészében Guyana területén fekszik. Ezzel egyidőben Venezuela katonai erőket vont fel a guyanai határ mentén, azt előrejelezve, hogy a kormánya kész erőszakkal elragadni a területet. A feszültség azonban nem hagyja hidegen a szomszédos államokat sem, ugyanis Brazília szintén fokozta katonai jelenlétét a venezuelai határon. Nicolas Maduro venezuelai elnök már fel is szólította az Essequibóban dolgozó vállalatokat, hogy hagyják abba a szénhidrogénkitermelést, mivel a megtartott népszavazást követően arra már csak a venezuelai vállalatok lesznek jogosultak.
Bár Guyana és Venezuela tárgyalásokba kezd a határvita rendezésére, ennek ellenére Venezuela már most saját területeként kezeli Essequibót, olyannyira, hogy szövetségi állami hivatalok létrehozását jelentette be, kinevezett tisztségviselőkkel, ám gyakorlati hatalom nélkül.

## Földrajza

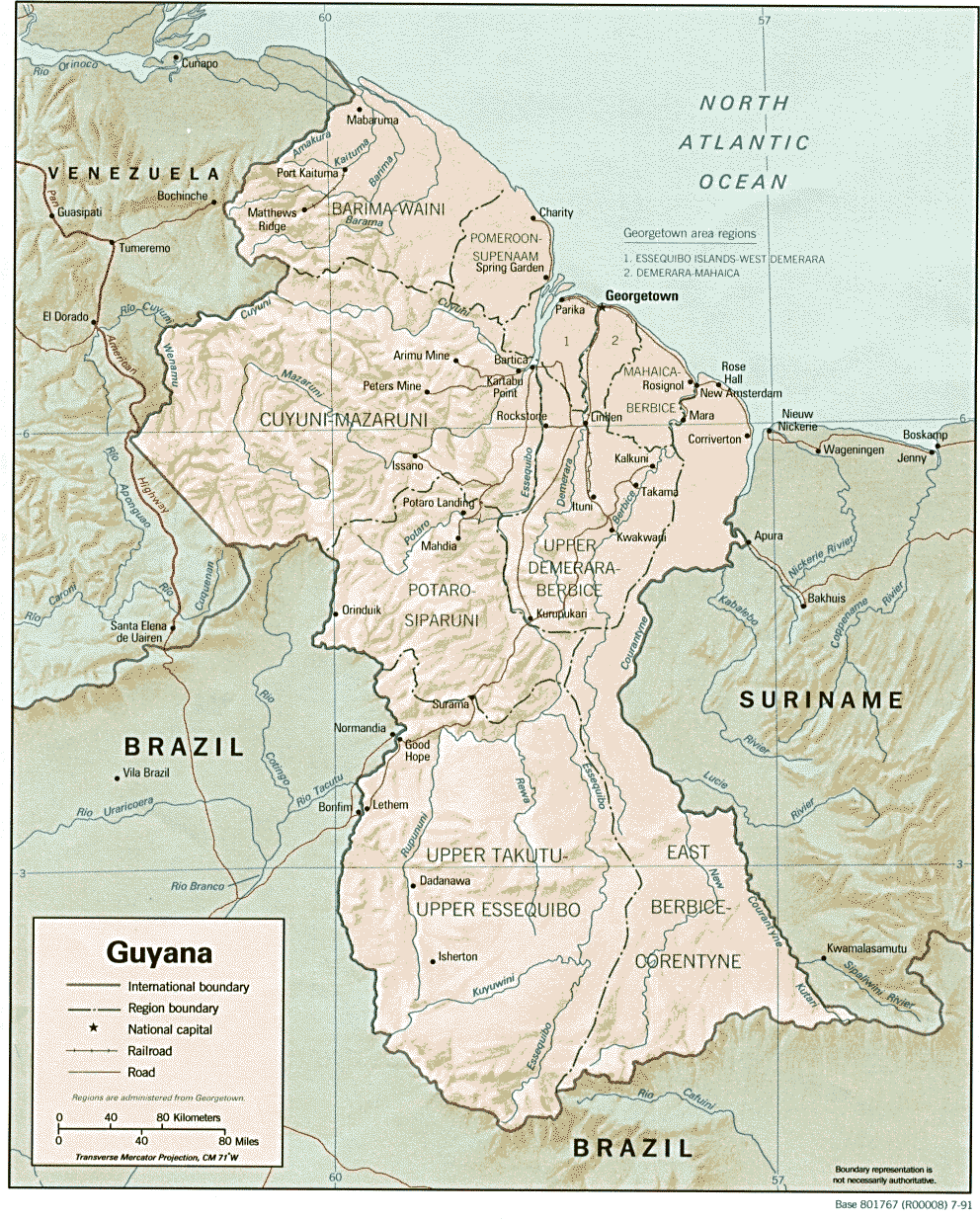
Politikai térkép
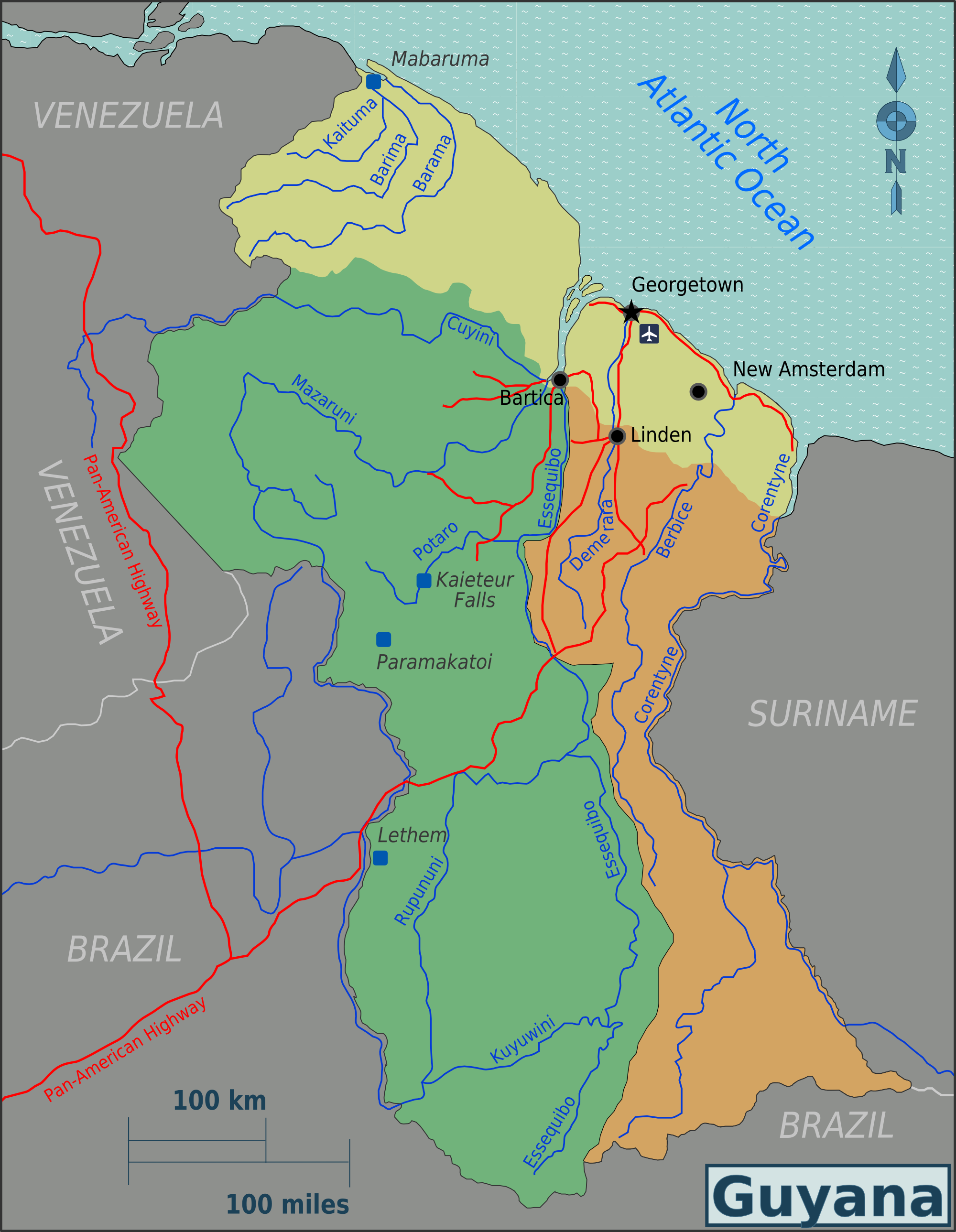
Fő régiók, utak, települések, folyók
Éghajlati térkép Köppen osztályozásán
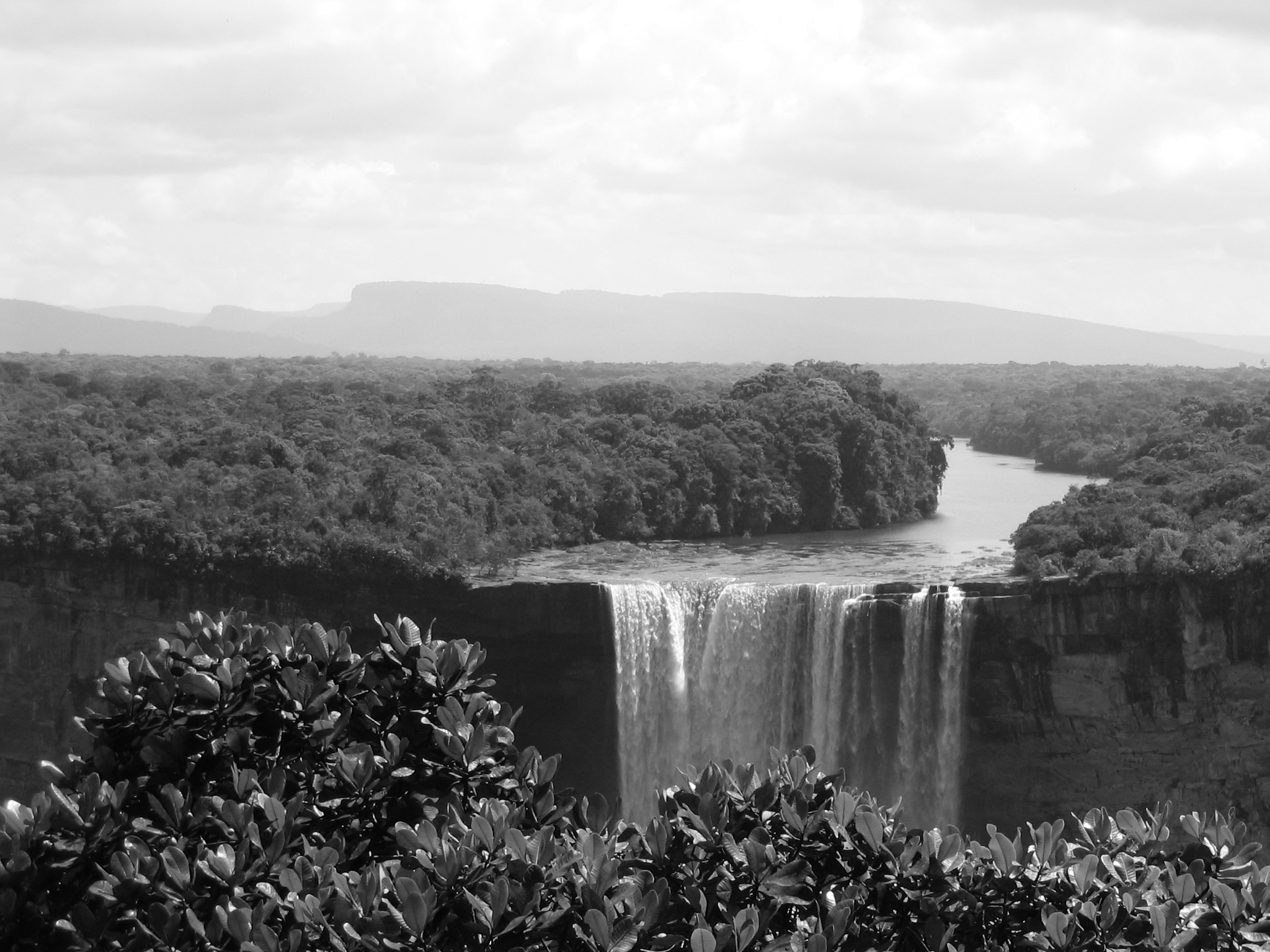
A Kaieteur-vízesés
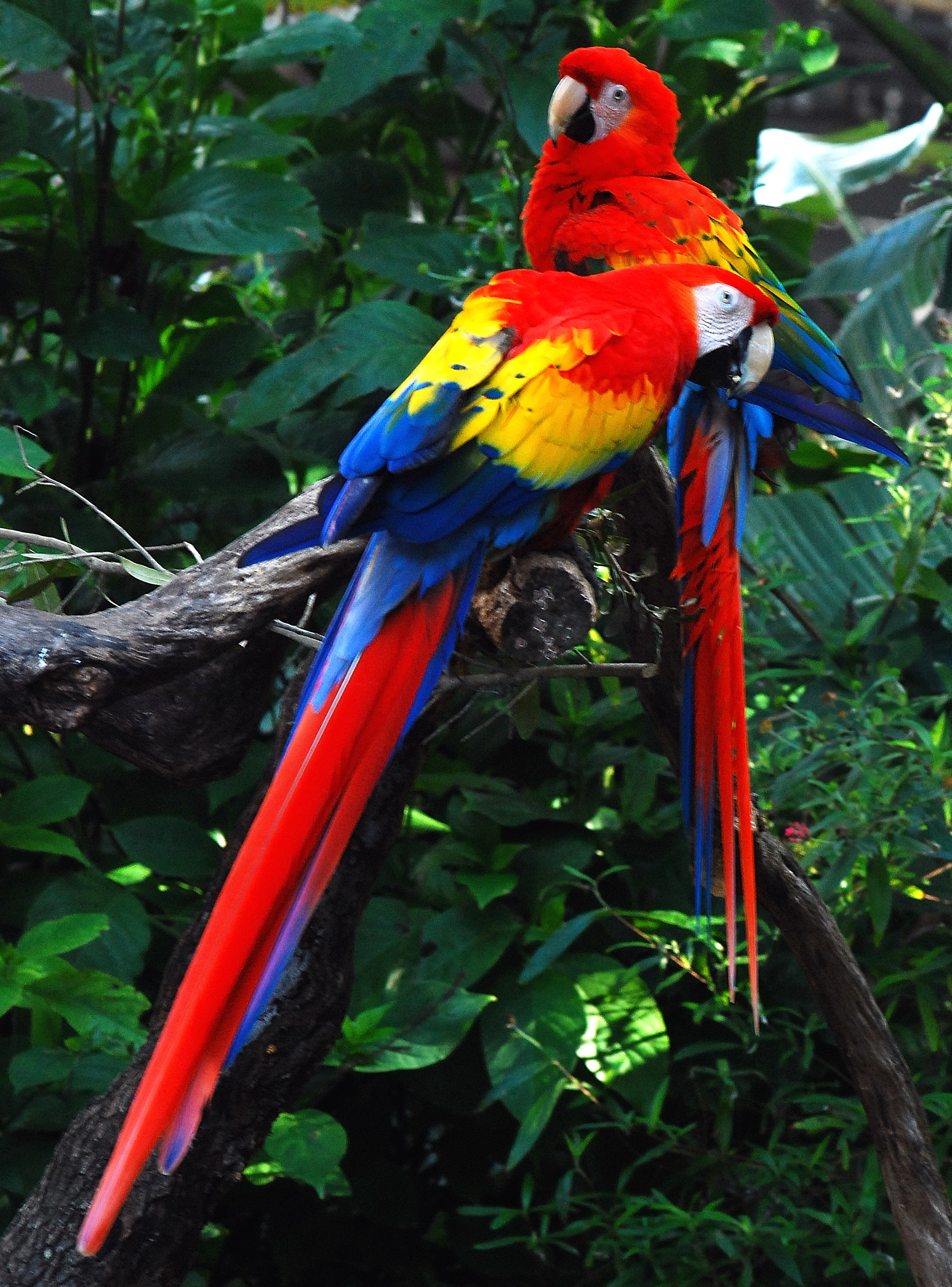
Arakanga papagájok

### Domborzata
Az ország Dél-Amerika északkeleti részén terül el. 400 km hosszú partvidékén mangrove-mocsaras síksággal érintkezik az Atlanti-óceánnal. Az ország túlnyomó részét a trópusi esőerdőkkel fedett, 800–2000 m magas Guyanai-felföld foglalja el. Legmagasabb pontja a brazil és venezuelai hármashatáron emelkedő Roraima, 2772 méter.

Nagy tájai:
- Keskeny, mocsaras, termékeny alföld a tengerparton. Itt él a lakosság zöme.
- Valamivel távolabb agyagos talajok, illetve "fehér homok" öve. Itt találhatók az ország ásványkincsei.
- A középső vidékek sűrű esőerdői.
- Délen sík, füves szavanna.
- A belső területek hegyvidéke, a csapadéktól függően esőerdő vagy szavanna fedi. A szakadékos oldalú táblahegyek miatt nehezen járható. Nagyon ritka lakosságú vidék, máig érintetlen területek is vannak itt.

### Vízrajza
A csapadékos Guyanai-fennsíkról bővízű folyók tartanak az Atlanti-óceán felé: Essequibo (hossza 1014 km, vízgyűjtője 150769 km2, közepes vízhozama 5,650 m3/s), Demerara, Berbice.

### Éghajlata
Az éghajlat nedves trópusi. A partvidéken a hőséget északkeleti passzátszél enyhíti. Itt két esős évszak van, az első májustól augusztus közepéig, a második november közepétől január közepéig tart. A parti szakaszon évi 1500–2000 mm a csapadék mennyisége.
A Köppen-osztályozáson az éghajlati övezetei északról dél felé haladva: trópusi esőerdő (Af), trópusi monszun (Am) és trópusi szavanna éghajlat (Aw).
| \| Hónap \| Jan. \| Feb. \| Már. \| Ápr. \| Máj. \| Jún. \| Júl. \| Aug. \| Szep. \| Okt. \| Nov. \| Dec. \| Év \| \| ----------------------------- \| ---- \| ---- \| ---- \| ---- \| ---- \| ---- \| ---- \| ---- \| ----- \| ---- \| ---- \| ---- \| ---- \| \| Átlagos max. hőmérséklet (°C) \| 28,6 \| 28,9 \| 29,2 \| 29,5 \| 29,4 \| 29,2 \| 29,6 \| 30,2 \| 30,8 \| 30,8 \| 30,2 \| 29,1 \| 29,6 \| \| Átlagos min. hőmérséklet (°C) \| 23,6 \| 23,9 \| 24,2 \| 24,4 \| 24,3 \| 23,8 \| 23,5 \| 23,8 \| 24,2 \| 24,4 \| 24,2 \| 23,8 \| 24,0 \| \| Átl. csapadékmennyiség (mm) \| 185 \| 89 \| 111 \| 141 \| 286 \| 328 \| 268 \| 201 \| 98 \| 107 \| 186 \| 262 \| 2260 \| \| Havi napsütéses órák száma \| 201 \| 209 \| 220 \| 198 \| 179 \| 157 \| 202 \| 234 \| 230 \| 235 \| 211 \| 187 \| 2461 \| \| Forrás: NOAA[28] \| \| \| \| \| \| \| \| \| \| \| \| \| \| |      |      |      |      |      |      |      |      |       |      |      |      |      |
| Hónap | Jan. | Feb. | Már. | Ápr. | Máj. | Jún. | Júl. | Aug. | Szep. | Okt. | Nov. | Dec. | Év   |
| Átlagos max. hőmérséklet (°C) | 28,6 | 28,9 | 29,2 | 29,5 | 29,4 | 29,2 | 29,6 | 30,2 | 30,8  | 30,8 | 30,2 | 29,1 | 29,6 |
| Átlagos min. hőmérséklet (°C) | 23,6 | 23,9 | 24,2 | 24,4 | 24,3 | 23,8 | 23,5 | 23,8 | 24,2  | 24,4 | 24,2 | 23,8 | 24,0 |
| Átl. csapadékmennyiség (mm) | 185  | 89   | 111  | 141  | 286  | 328  | 268  | 201  | 98    | 107  | 186  | 262  | 2260 |
| Havi napsütéses órák száma | 201  | 209  | 220  | 198  | 179  | 157  | 202  | 234  | 230   | 235  | 211  | 187  | 2461 |
| Forrás: NOAA |      |      |      |      |      |      |      |      |       |      |      |      |      |

### Élővilág, természetvédelem
A vidék változatos élővilágára már a korai utazók is felfigyeltek. Fennmaradását elősegítette, hogy a Guyanai-felföld nehezen járható, gazdaságilag kiaknázatlan terület maradt a legutóbbi időkig. Az ország területének mintegy 90%-át ma is őserdő borítja. Az őserdőben él az anakonda, a folyókban piranhák és krokodilok, az erdőkben számtalan rovarfaj, az erdő lombkoronájában papagájok, kolibrik stb. A ragadozók többsége a macskafélékhez tartozik: puma, jaguár, ocelot és tigrismacska. Faunájában megtalálhatók az oposszumok képviselői, jellegzetesek a Dél-Amerikában endemikus vendégízületesek, pl. az óriástatu, a törpehangyász, a kappler armadilló, a háromujjú és kétujjú lajhár. Igen gazdag a rágcsálófauna, jellemzőbb fajai pl. az amazóniai kúszósül, az alföldi tengerimalac, a kapibara (vízidisznó).

#### Nemzeti parkjai
Legismertebb nemzeti parkja:
- Kaieteur Nemzeti Park — különlegesen gazdag élővilággal a 226 méter magas Kaieteur-vízesés környékén.
- Az Amazónia Parkot 2007 februárjában alapították.[30]

#### Természeti világörökségei
Az UNESCO guyanai nemzeti bizottsága három helyszínt javasolt világörökségnek: 
- Kaieteur Nemzeti Parkot,
- Georgetown gyarmati óvárosát
- "Shell Beach" (Kagylópart) nevű tengerpartot.

Idáig egyik javaslat sem érte el a célját.

## Államszervezet és közigazgatás

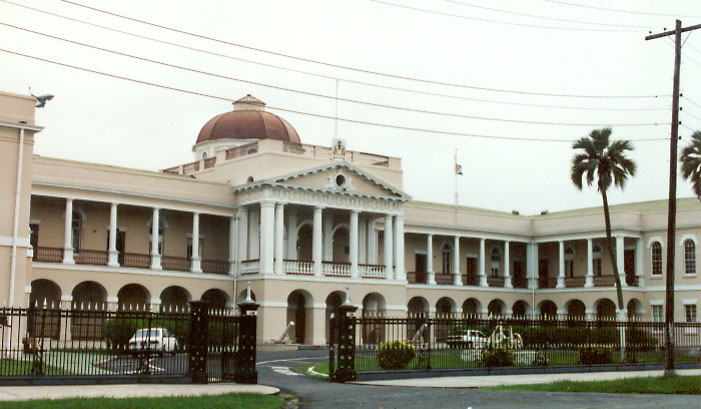
A parlament épülete, Georgetown

Guyana egy parlamentáris köztársaság, amelyben az elnök állam- és kormányfő is egyben, többpártrendszer mellett. A végrehajtó hatalmat az elnök és a kormány gyakorolja. A törvényhozó hatalom Guyana elnökét és nemzetgyűlését egyaránt megilleti.

### Politikailag vitatott területek

Guyanához tartozó, vitatott területei Venezuelával (piros) és Suriname-val (sárga)

Guyana két szomszédjával is határvitában áll:
- Suriname-val, amely a Corentyne-folyó bal partjától és az ún. Új-folyótól keletre fekvő területre tart igényt,
- Venezuelával, amely az Essequibo folyótól nyugatra fekvő hatalmas, közel 160 ezer km² földterületre, az egykori Essequibo holland gyarmatra tart igényt.

### Közigazgatási beosztás
- Barima-Waini
- Cuyuni-Mazaruni
- Demerara-Mahaica
- East Berbice-Corentyne
- Essequibo Islands-West Demerara
- Mahaica-Berbice
- Pomeroon-Supenaam
- Potaro-Siparuni
- Upper Demerara-Berbice
- Upper Takutu-Upper Essequibo

## Népesség

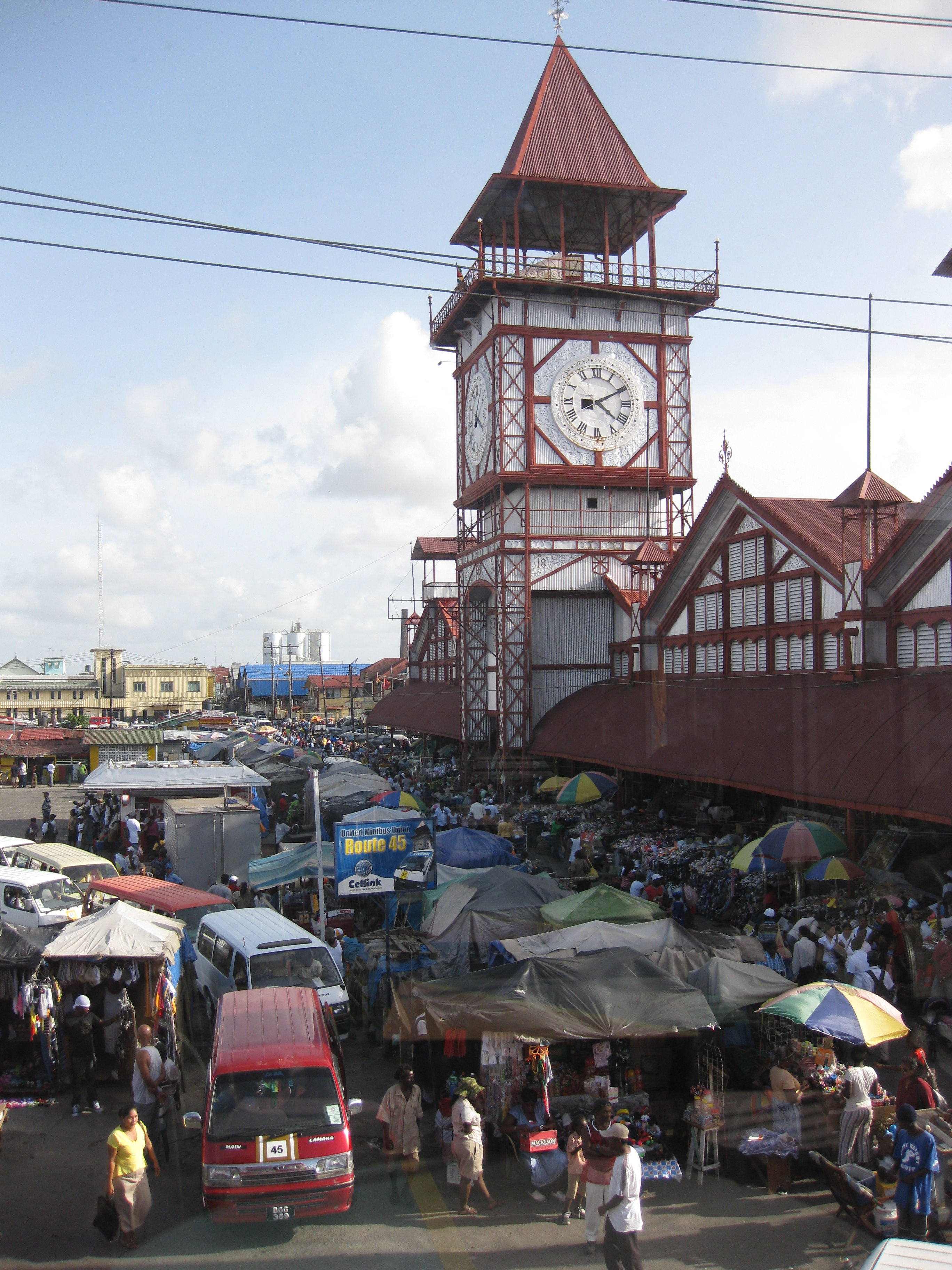
Piackép

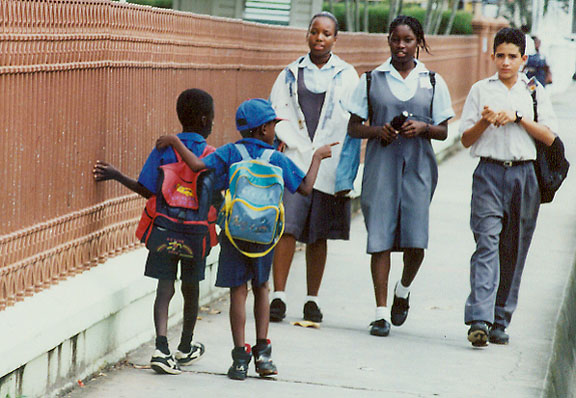
Georgetowni gyerekek

### Népességének változása
| Lakosok száma | 560 296 | 657 975 | 735 896 | 769 637 | 758 580 | 725 043 | 730 865 | 750 629 | 775 739 | 777 859 |
|               | 1960    | 1966    | 1972    | 1978    | 1984    | 1990    | 1996    | 2002    | 2008    | 2017    |

### Általános adatok
A lakosság 90%-a a keskeny part menti síkságon él és dolgozik, elsősorban a főváros körzetében. 
Az ország népességének kb. 1/3-a él városokban.

### Nyelvi összetétel
Az országban a hivatalos nyelv az angol, de beszélik még az indián nyelveket, a guyanai kreolt, a hindit és az urdut is.

### Etnikai összetétel
2012-es becslés alapján a lakosság 39,8%-a dél-ázsiai (indiai, pakisztáni), 29,3%-a fekete (afrikai), 19,9%-a kevert, 10,5%-a indián, 0,5%-a egyéb (portugál, kínai, fehér).
Az indiaiakat kezdetben az ültetvényekre hozták be, és ma is többnyire ott dolgoznak. A feketék többsége elhagyta az ültetvényeket és a városokban telepedtek le. Egy részük az iparban és a bányászatban helyezkedett el, többségük viszont a szolgáltatásokban dolgozik. A kínaiak többségében a kereskedelemben tevékenykednek.

### Vallási összetétel
2012-es népszámlálás alapján a lakosság többsége keresztény, de jelentős a hinduk és muszlimok aránya is. Százalékos megoszlásban:
- 22,8%-a pünkösdi
- 7%-a katolikus
- 5,4%-a adventista
- 5,2%-a anglikán
- 1,35%-a metodista
- 1,29%-a Jehova Tanú
- 20,76%-a más keresztény
- 24,8%-a hindu
- 6,77%-a muszlim
- a maradék egyéb, ismeretlen

## Gazdasága

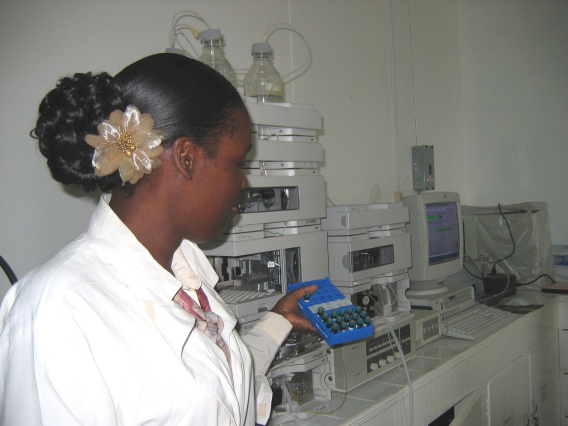
Egy technikus Georgetown egy élelmiszeripari laboratóriumában

### Általános adatok
- Gazdasága: gyengén fejlett agrár-ipari ország, jelentős kitermelőiparral. A 2015 utáni években gazdag tengeri kőolajmezőket fedeztek fel, így Dél-Amerika új olajhatalma lehet.[39]

### Mezőgazdaság
A mezőgazdaság fő terményei: cukornád, rizs, déligyümölcsök.
A tengerparton az angolok és az USA létesítette cukornád-ültetvényekre 16 cukorgyár is épült. A cukornád és a cukor exportja komoly bevételt jelent az országnak. Jelentőségét tekintve 2. helyen a rizstermesztés áll, amiből szintén jut exportra. A termelt manióka és a kukorica a népélelmezést szolgálja. A gyümölcsfélékből is jut exportra. A kókuszdió mellett citrusfélékből, banánból, ananászból növekvő a kivitel.

### Ipar
Iparából a gyógyszeripar, cukoripar, textilipar, élelmiszeripar, faipar (fakitermelés) és a bányászat emelhető ki (bauxit, arany, gyémánt). Ezenkívül timföldgyártása (Linden, Everton),  és hűtőszekrénygyártása érdemel említést.
Az ásványkincseinek kitermelését beárnyékolja a korrupció és a csempészet.

### Külkereskedelem
- Exporttermékek: cukor, arany, bauxit és alumínium, rizs, déligyümölcs, garnélarák, melasz, rum, fa.
- Importtermékek: ipari termékek, műszaki berendezések, kőolaj, élelmiszer.

Legfőbb kereskedelmi partnerek 2016-ban:
- Export:  Kanada 30,6%,  USA 20,7%,  Trinidad és Tobago 11,4%
- Import:  Trinidad és Tobago 29%,  USA 27,5%,  Kína 7,3%,  Suriname 5,5%

### Egyéb
A kábítószer-kereskedelem fontos cél- és tranzitországa.

## Közlekedés

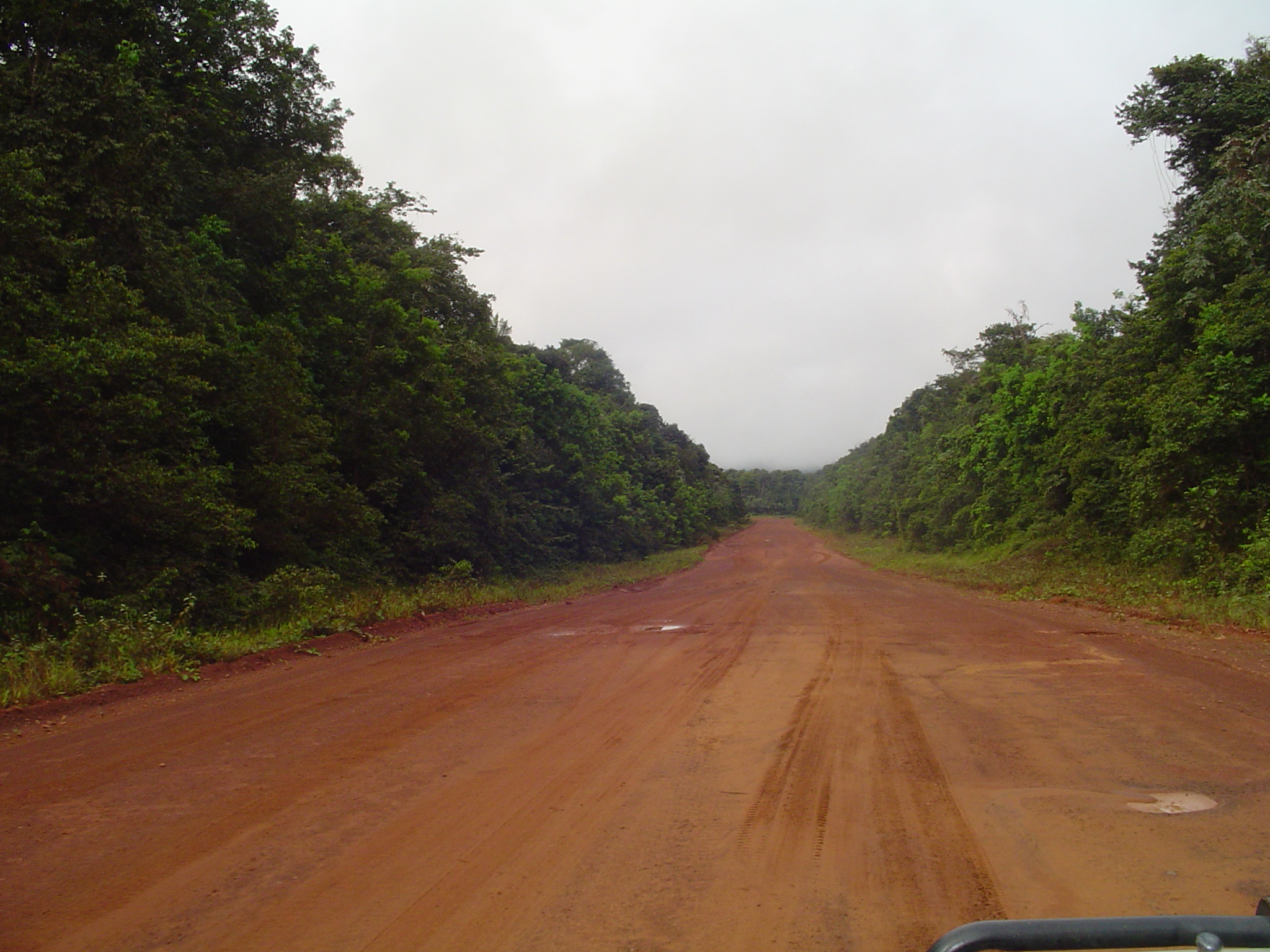
Országút a parttól beljebb, Linden közelében

Közlekedési hálózata a partvidéken koncentrálódik; itt lehet elsősorban közlekedni.
- Közutak hossza: 7970 km, ebből csak kb. 560–600 km aszfaltozott.
- Vasútvonalak hossza: 187 km,

### Légi
- Repülőterek-légikikötők száma: 8

Nemzetközi repülőterek:
- Georgetown
- Georgetown/Ogle
- Kaieteur National Park

### Vízi
- Kikötők száma: 5

## Telekommunikáció
| Hívójel prefix | 8R |
| ITU zóna       | 12 |
| CQ zóna        | 9  |

## Kultúra

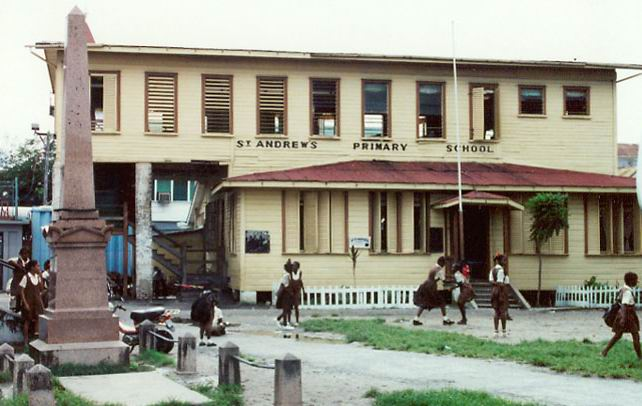
Iskola Georgetownban

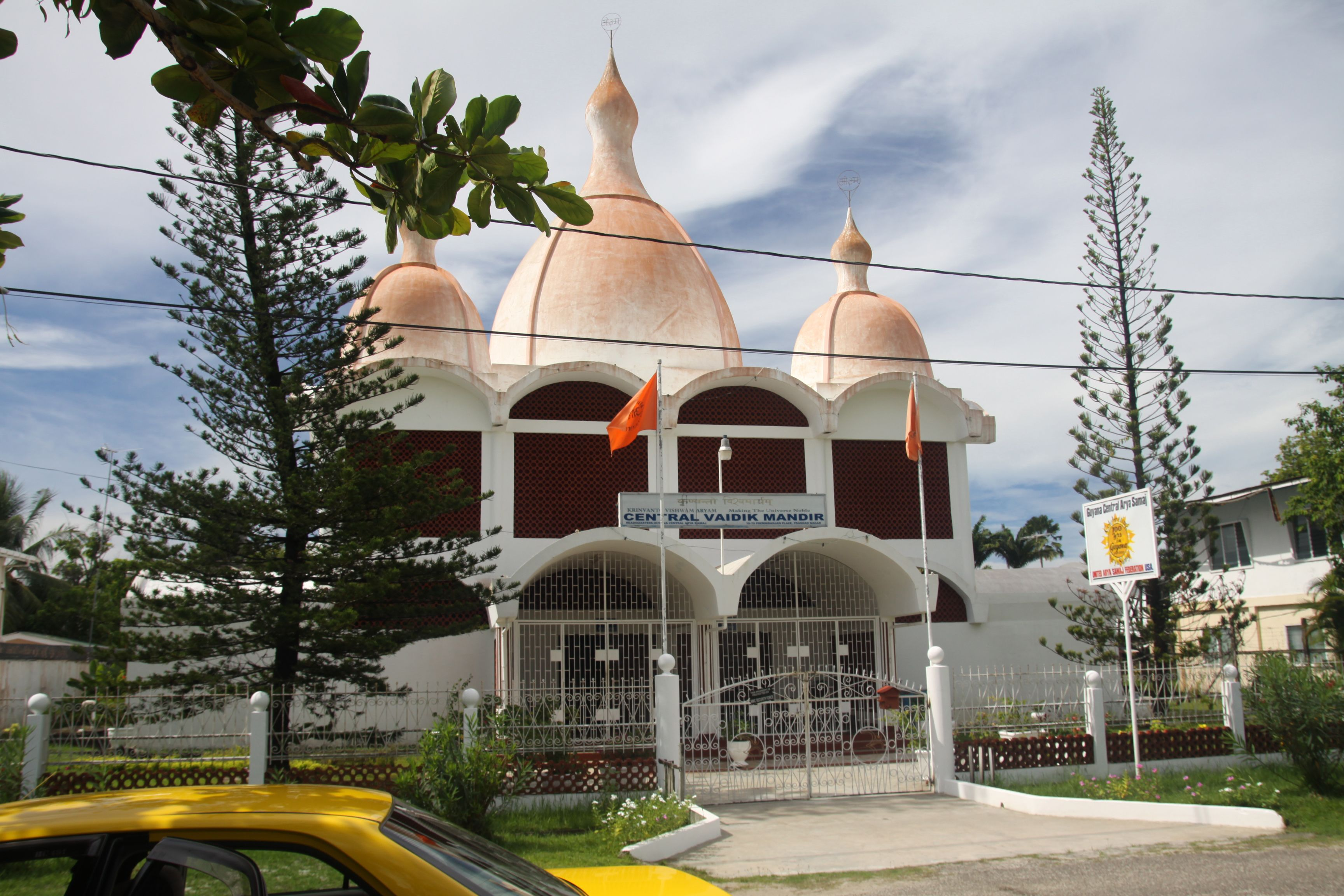
Central Vaidik Mandir hindu templom, Georgetown

### Művészetek
- Építészet
- Képzőművészetek
- Irodalom
- Filmművészet
- Zene

### Gasztronómia
Guyana gasztronómiája hihetetlenül változatos. Keverednek benne a kreol, kelet-indiai, afrikai, portugál, indiai, kínai és európai konyhák elemei.
A legfontosabb alapanyagok a tápióka, édesburgonya, gyökérzöldségek, valamint a friss gyümölcsök és a tengergyümölcsei. Számos étel ízesítésére használnak egy hagyma, csípőspaprika, fokhagyma, gyógynövények és egyéb fűszerek kombinációból álló fűszerkeveréket.
Az Indiából származó curry elmaradhatatlan a csirkehús, a tengergyümölcsei, valamint a bárány és kacsa ízesítésénél. Egyik különlegesség a metamgee nevű, kókusztejben főzött gombóc, melynek összetevői kukoricaliszt, jamszgyökér, útifű, tápióka és eddogyökér. Az őslakosoktól ered egy pörköltféle, melynek összetétele sűrített tápióka, forró paprika és fűszerek. Létezik továbbá egy főtt rizsből készülő fogás, amelyhez adnak még babot vagy borsót, kiegészítésként akár baromfihúst, halat vagy pedig sózott marhahúst.
Italok tekintetében rendkívül népszerűek a frissen facsart gyümölcslevek, amelyekhez alapanyagot a gyümölcsök bőséges választéka ad. A Mauby nevű italt egy helyi fa kérgéből főzik, utána leszűrik és különféle adalékanyagokkal ízesítik. Az alkoholos italok közül a legnépszerűbb a Demerara rum és a Banks Beer sör.

## Turizmus
Javasolt oltások a Guyanába utazóknak:
- Hastífusz
- Hepatitis A (Az egész országban magas a fertőzésveszély.)
- Sárgaláz

Malária elleni gyógyszer. (Nagy a kockázata a fertőzésnek.)
Kötelező oltás, ha fertőzött országból érkezik/országon át utazik valaki:
- Sárgaláz

## Sport

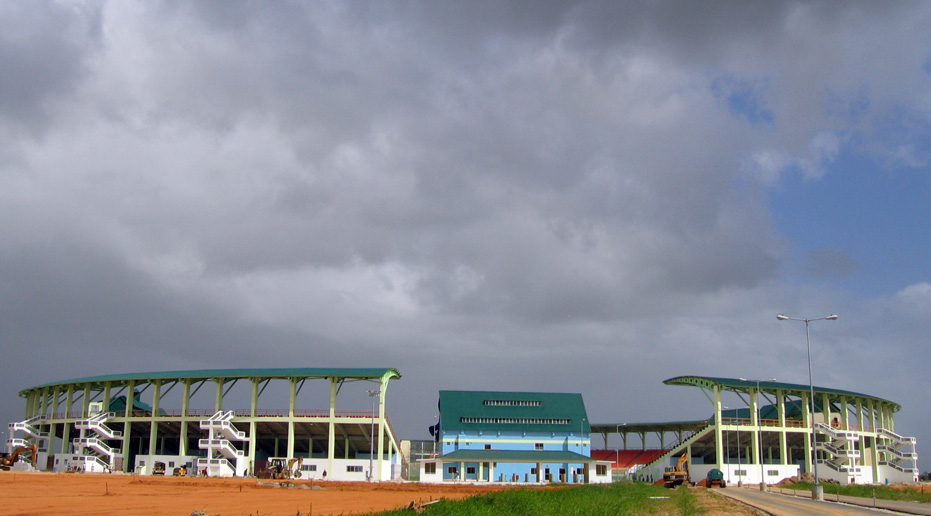
Providence Stadion, Georgetown

Az országban nagyon népszerű sport a krikett; Guyana tagja a több kis országot tömörítő, többszörös világbajnok karib-térségi krikettválogatottnak is. Guyanából több világhírű krikettező is származik, többek között Clive Lloyd, Shivnarine Chanderpaul, Lance Gibbs és Alvin Kallicharran. A térségben működő Caribbean Premier League (CPL) nevű Húsz20-as krikettbajnokság helyi képviselője a Guyana Amazon Warriors.
Az olimpián Guyana még sosem nyert aranyat. Egyetlen bronzérmük van, amit Michael Anthony nyert ökölvívásban az 1980-as moszkvai olimpián.
- Bővebben: Guyana az olimpiai játékokon

A guyanai labdarúgó-válogatott eddig nem ért el kiemelkedő eredményt.
- Bővebben: Guyanai labdarúgó-válogatott

## Ünnepek
A guyanai ünnepségek különleges részét képezik az évnek. Ilyenkor több ezer ember özönlik az utcákra színes ruhákban és rendkívüli hangulat árasztja el az országot. Ha valóban meg szeretnénk ismerni a helyi kultúrát, akkor a legjobb, ha egy ilyen időszakban látogatjuk meg ezt a nemzetet: megismerhetjük a helyi táncokat, zenéket, tradíciókat illetve az ottani ételeket.

#### Mashrami
Ez a köztársaság napja Guyanában. Minden évben február 23-án ünneplik és a helyiek az ünnepélyt általában az utcákon töltik. Álarcosbálokat illetve partikat rendeznek, ahol a helyiek tánccal, tarka jelmezekkel, különböző versenyekkel és természetesen zenével töltik meg az alapvetően átlagos szürke utcákat. Zenei stílusok közül felcsendül a Soca, a Calypso és a Chutney. Az ünnepség átnyúlik az éjszakába is és ekkor a hangulat a tetőfokára hág.

#### Phagwah
A Phagwah egy Kelet-Indiából származó ünnepség, mely minden év márciusában vagy áprilisában kerül megrendezésre. Ezen ceremónia megegyezik az indiai Holival. Ilyenkor az emberek fehérbe öltöznek és színes port szórnak egymásra. Ezenkívül a máglyarakás is szerves részét képezi ennek az eseménynek, melynek célja a rossz szellemek elűzése. Az utcákon találkozhatunk ilyenkor különféle indiai ételekkel, de túlnyomórészt inkább indiai édességekkel.

#### Húsvét Guyanában
Guyana lakosságának számottevő része vallja magát kereszténynek, így nem csoda, hogy a húsvét itt is sokak számára fontos eleme ez az évnek. A hagyományok hasonlóak a magyarországiakhoz, de ami itt ráadás, az a papírsárkány-eregetés. Ezt nagyobbrészt a strandokon teszik a helyiek: a színes kis sárkányok rendkívül pompázatossá varázsolják az eget.

#### Rupununi és Sand Creek Rodeo
A húsvéti hétvégén kerül megrendezésre minden évben a Rupununi Rodeo, melynek a lethemi stadiont nyújt otthont. Az arra járók találkozhatnak természetesen helyi ételkülönlegességekkel, illetve vásárolhatnak különféle portékákat. A szórakoztatásért a különböző rodeoval kapcsolatos megmérettetések felelnek. Éjszaka a zene és a szórakozás dominál, majd másnap folytatódik a ceremónia.

#### Bartica Regatta
Egy másik rendezvény, ami a húsvéti hétvégén zajlik, az a Bartica Regatta. Ekkor Bartica vizein hajóversenyeket rendeznek, élő zene szól és ételt kínáló bódék foglalnak helyet a tömegben.

#### Guyanai Karnevál
A karneválra az utcán kerítenek sort és ilyenkor jelmezekben mulatoznak az emberek. A jelmezek az ország nemzeti színeiben pompáznak, azaz zöldben, sárgában, pirosban, fehérben és feketében. Az első ilyen eseményt még 2018 májusában rendezték és azt remélik, hogy ez egy éves eseménnyé válhat.